# María Pujalte Vidal
María Pujalte (La Corunya, 22 de desembre de 1966) és una actriu gallega. Va estudiar cant, interpretació i expressió corporal en Santiago de Compostel·la i a la Scuola Internazionale dell'Attore Comico de Reggio Emilia amb una beca de la Diputació de La Corunya. Va pertànyer al Centro Dramático Galego i als grups teatrals Moucho Clerc i Companía de Marías.

## Filmografia

### Cinema
Llargmetratges
| - La noche que mi madre mató a mi padre (2015), d'Inés París. - Que se mueran los feos (2010), de Nacho G. Velilla. - Rivales (2008), de Fernando Colomo. - El regalo (2006), de Carlos Agulló. - Semen, una historia de amor (2005), de Daniela Fejerman i Inés París. - Cosas que hacen que la vida valga la pena (2004), de Manuel Gómez Pereira. - Descongela't! (2003), de Dunia Ayaso i Félix Sabroso. - A la ciutat (2003), de Cesc Gay. - El lápiz del carpintero (2003), d'Antón Reixa. - A mi madre le gustan las mujeres (2002), de Daniela Fejerman i Inés París. - La Parrilla (1999), de Xavier Manich. - Los lobos de Washington (1999), de Mariano Barroso. | - El grito en el cielo (1998), de Dunia Ayaso i Félix Sabroso. - Insomnio (1998), de Chus Gutiérrez. - Perdona bonita, pero Lucas me quería a mí (1997), de Dunia Ayaso i Félix Sabroso. - Libertarias (1996), de Vicente Aranda. - Interferencias (1996), d'Antonio Morales Pérez. - Entre rojas (1995), de Azucena Rodríguez. - El baile de las ánimas (1994), de Pedro Carvajal. - As xoias da Señora Bianconero (1994), de Jorge Coira. - Martes de Carnaval (1991), de Fernando Bauluz i Pedro Carvajal. - Sempre Xonxa (1989), de Chano Piñeiro. |

Curtmetratges
- Completo comfort (1997), de Juan Flahn
- La boutique del llanto (1995), d'Iñaki Peñafiel
- Vamos a dejarlo (1999), de Daniela Fejerman e Inés París
- ¿A mí quién me manda meterme en esto? (1997), de Daniela Fejerman e Inés París

### Televisió
| Actriu - Farmacia de guardia (1995,1 capítol) - Los negocios de mamá. (1997 - Los Quién (2011, personatges fixos) - Los misterios de Laura (2009, 2011, 2014 personatges fixos) - Siete Vidas (2004-2006,personatges fixos) - Periodistas (1998-2001,personatges fixos) - Martes de Carnaval: Las galas del difunto (2008, 1 capítol) - Los misterios de Laura (2009-2014): com a Laura Lebrel - Los Quién (2011): com a Susana Zunzunegui - Merlí: Sapere aude (2019-actualitat): com a María Bolaño | Presentadora - Gala Premis Max, 2003 |

### Teatre
- The Real Thing (2010), de Tom Stoppard.[1]
- Gatas (2008), de Manuel González Gil i Daniel Botti.
- Las cuñadas (2008), de Michel Tremblay.
- El método Grönholm (2007), de Jordi Galcerán
- Dónde pongo la cabeza (2006), de Yolanda García Serrano
- Confesiones de mujeres de 30 (2002-2004)
- Caníbales (1996)
- Martes de Carnaval (1995) de Ramón María de Valle-Inclán
- Finisterra Broadway amén y squasch (1993)
- O Roixinol de Bretaña (1991) de Quico Cadaval
- Yerma (1990) de Federico García Lorca
- O Códice Clandestino (1989), de Quico Cadaval
- O Mozo que chegou de lonxe (1989)

## Premis i nominacions
| Any  | Premi                                                        | Categoria                                                          | Títol                                                               | Resultat   |
| ---- | ------------------------------------------------------------ | ------------------------------------------------------------------ | ------------------------------------------------------------------- | ---------- |
| 1997 | Premi Compostela de Teatro                                   | Millor interpretació femenina.                                     | Fisterra Broadway                                                   | Guanyadora |
| 1996 | Unió de Actors (Espanya)                                     | Millor Interpretació Revelació                                     | Entre rojas                                                         | Guanyadora |
| 1996 | Premis Goya                                                  | Millor actriu revelació                                            | Entre rojas                                                         | Nominada   |
| 1998 | Festival de Málaga de Cine Español                           |                                                                    | A mí quién me manda meterme en esto Completo confort Interferencias | Guanyadora |
| 1998 | Premio Gallego                                               | Del mes de Setembre                                                | El Correo Gallego                                                   | Guanyadora |
| 2000 | Unió de Actors (Espanya)                                     | Millor actriu secundària                                           | Periodistas                                                         | Nominada   |
| 2001 | Unió de Actors (Espanya)                                     | Millor actriu secundària                                           | Periodistas                                                         | Guanyadora |
| 2003 | Concha de Plata                                              | Millor actriu al Festival Internacional de Cinema de Sant Sebastià | A la ciutat                                                         | Nominada   |
| 2003 | Premio Mestre Mateo                                          | Millor interpretació femenina secundària                           | El lápiz del carpintero                                             | Guanyadora |
| 2004 | Unió de Actors (Espanya)                                     | Millor actriu secundària                                           | A la ciutat                                                         | Nominada   |
| 2004 | Premio 'Ola de Oro' del Festival de Cine Femenino de Burdeos | Millor interpretació femenina                                      | A la ciutat                                                         | Guanyadora |
| 2004 | Premis Goya                                                  | Millor actriu secundària                                           | El lápiz del carpintero                                             | Nominada   |
| 2004 | Premis Cercle d'Escriptors Cinematogràfics                   | illor actriu secundària                                            | A la ciutat                                                         | Nominada   |
| 2006 | Unió de Actors (Espanya)                                     | Millor actriu secundària                                           | 7 vidas                                                             | Nominada   |
| 2009 | XVI Edición de los Premios Teatro de Rojas                   | I Premios del Público TV                                           | Los misterios de Laura                                              | Guanyadora |
| 2009 | Premios CineyMás de TV 2008/09                               | Millor actriu espanyola                                            | "Los misterios de Laura"                                            | Nominada   |
| 2009 | Premio Bodegas Casado Morales                                | Millor jove de l'any                                               |                                                                     | Guanyadora |
| 2011 | Pedigree d'Honor al Festival de Cans                         |                                                                    |                                                                     | Guanyadora |
| 2011 | Premios CineyMás de TV 2010/11                               | Millor actriu española                                             | Los misterios de Laura                                              | Nominada   |
| 2013 | Premio Estela a la Trayectoria Audiovisual en el             | I Festival de Cine y Televisión Camino de Santiago                 |                                                                     | Guanyadora |